# 네르빈덴 전투
네르빈덴 전투(Battle of Neerwinden)는 1793년 3월 18일 오스트리아령 작센 코부르크 요시아스 공작령과 프랑스의 뒤무리에 장군의 영토 사이에 있는 오늘 날의 벨기에 마을 네르빈덴 근처에서 일어났다. 이것은 프랑스 혁명 전쟁 중 플랑드르 전역의 일부였다.

## 개요
전투는 뒤무리에의 승리로 끝이 났고, 연합군의 프랑스 침공의 시작이 되었다. 뷔르셀 방향의 마스트리흐트에서 뻗어가는 코부르크 공이 이끄는 오스트리아군은 1793년 3월 15일 티네에서 급하게 소집된 프랑스군을 조우하여, 네르빈덴과 네르란덴 사이에 위치를 선점했다.
3월 18일, 전초전이 벌어진 후에 코부르크는 리쿠흐와 도말 사이로 짧은 거리를 후퇴해서 전열을 정비했다. 티네에서 프랑스군에 의한 포위를 피하는 작전을 시작했다. 뒤무리에는 결과적으로 평형하게 싸울 수 밖에 없었다. 비록 마을에서 개별적이고 열정적인 프랑스 군인이 부족한 훈련을 보충을 했지만 전선의 더 넓은 부분이 평야지였고, 이곳에서는 병력의 질이 뛰어난 오스트리아 베테랑이 우수했다. 이런 상황 속에서 승산이 떨어지는 제2차 저마프 전투에서 이기려는 시도는 재앙이 될 수도 있었다. 그리고 혁명군의 후퇴 신호는 궤멸의 전조였다.
네르빈덴은 그것이 훨씬 더 심각한 재앙임을 증명했지만, 큰 전투는 아니었다. 세부적인 사항을 들여다보면 조악하게 훈련된 부대를 데리고 18세기 전투 상황 하에서의 불가능함을 보여준다. 이후 상 퀼로트를 이용한 전투 방법은 진화되었다. 뒤무리에는 결국 북 프랑스로 돌아오는 길에 연합국으로 망명하게 된다.